# Pianeta Venere
Pianeta Venere è un film drammatico del 1972 diretto da Elda Tattoli e interpretato da Mario Piave e Bedy Moratti.

## Trama
Roma, 1943. Amelia, bambina, vive con la madre: il padre, morto dopo una lunga malattia, le ha lasciate nella miseria, ma la madre non rinuncia alla dignità e al conformismo. Girando in bicicletta a cercare da mangiare per la Roma del ’43, Amelia incontra un giorno il giovane Matteo. 
Matteo, di famiglia fascista alto-borghese, si è arruolato volontario in guerra, ha perso un occhio; rientrando dal fronte, capisce di avere sbagliato tutto e si associa a un gruppo partigiano.  
Diventati adulti, i due si rincontrano: Matteo è diventato un importante dirigente del Partito Comunista Italiano; Amelia, educata dalle suore attraversando come donna tutta la serie di frustrazioni che la società le impone, lavora e ha già avuto le prime incresciose esperienze con il suo capoufficio; nel contempo studia all’Università. I due decidono di intraprendere una relazione. Il loro rapporto è carico di passione, ma finisce egualmente per riprodurre gli stereotipi della società patriarcale, in cui anche gli uomini di una certa consapevolezza politica nel loro privato finiscono con l’assimilarsi. Matteo, politico in ascesa che non vuole compromettere la reputazione di uomo irreprensibile, la fa vivere in un appartamentino. La situazione tra i due si fa via via più difficile: discussioni, scenate, aborti. Lei, pur di guadagnare lo status di moglie legittima, decide di farsi operare e di donargli uno dei propri occhi. 
Maturata da letture che il suo uomo ben conosce, ma non applica nella vita quotidiana, Amelia ha la sensazione che neppure nel sistema politico marxista ci sia spazio per la donna. Delusa da tutto e da tutti, finisce con il lasciare Matteo e rimanere, sia pure nella solitudine, pienamente sé stessa: immaginandosi bambina, si dispone a ripercorrere la sua strada dall'inizio, con una nuova consapevolezza.

## Produzione
Scritto nel 1969 dalla stessa regista con la collaborazione di Marco Bellocchio, all'epoca suo compagno, fu girato a Roma nel 1970. Tra le varie location fu utilizzata l'Osteria Fratelli Menghi, che chiuse i battenti pochi mesi dopo, e la sala matrimoni del Campidoglio. Il film fu presentato alla Mostra di Venezia nel 1972 nella sezione Venezia Giovani e fu sottoposto alla Commissione per la revisione cinematografica solo dopo un anno, nell'ottobre 1973. Il film conteneva alcune scene di nudo frontale maschile e femminile e, in particolare, la Commissione richiese l'eliminazione di una carrellata in avanti sul corpo nudo di una gestante poco prima del parto, concedendo il nulla osta con il divieto ai minori di 14 anni.

## Distribuzione
Dopo la revisione della Commissione censura, il film dovette subire anche la «censura del mercato» faticando a trovare un distributore e ottenendo una diffusione in poche copie, in piena estate (luglio 1974) e limitata a poche sale, mentre già in altri paesi europei ne era stata effettuata la programmazione televisiva.

## Incassi
L'incasso accertato sino a tutto il 31 dicembre 1980 fu di £ 9.631.000.